# Margarete (Schottland)

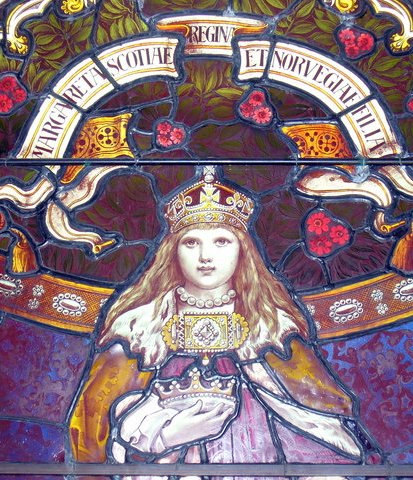
Margarete. Neuzeitliche Glasmalerei in der Kirche von Lerwick auf den Shetland-Inseln

Margarete (auch Jungfrau von Norwegen; englisch Margaret, Maid of Norway; * 1282 oder 1283; † um den 26. September 1290 in Kirkwall) war eine norwegische Königstochter und designierte schottische Königin. Sie starb als junges Mädchen auf der Reise nach Schottland und wurde deshalb nie inthronisiert. Ob sie deshalb als Königin oder nur als Thronerbin gilt, ist umstritten.

## Herkunft
Margarete war das einzige Kind aus der Ehe des norwegischen Königs Erik Magnusson mit seiner ersten Ehefrau Margrete, einer Tochter des schottischen Königs Alexander III. Die Hochzeit ihrer Eltern fand im August 1281 statt, ihre Mutter starb am 9. April 1283 in Tønsberg, möglicherweise im Kindbett. Nach diesen Daten muss Margarete 1282 oder 1283 geboren sein. Sie wurde nach ihrer Mutter oder nach ihrer Großmutter Margarete benannt, damit hatte ihr Name einen starken schottischen Bezug.

## Schottische Thronerbin
Nach dem Tod ihres Onkels, des schottischen Thronfolgers Alexander im Januar 1284 war die junge Margarete von Norwegen die einzige überlebende Nachkommin ihres Großvaters Alexander III. Bereits im am 25. Juli 1281 in Roxburgh geschlossenen Heiratsvertrag ihrer Eltern war vereinbart worden, dass für den Fall, dass ihr Großvater Alexander III. und dessen Söhne ohne legitime Erben stürben, ihre Mutter oder eines von deren eventuellen Kindern auf den schottischen Thron folgen würde. Der schottische König ließ deshalb am 5. Februar 1284 von einer Ratsversammlung in Scone, an der mit 13 Earls und 25 Baronen fast alle wichtigen Magnaten teilnahmen, Margarete als Thronerbin erkennen, falls er keine weiteren Kinder bekommen würde.
Alexander III. verunglückte im März 1286 tödlich. Da er außer der kleinen Margarete keine überlebenden Nachkommen hatte, übernahm ein Kollegium von sechs Magnaten und Prälaten als Guardians of Scotland die Regentschaft. Am 28. April 1286 schworen die Magnaten bei einem Parlament Margarete als Thronerbin die Treue. Es gab jedoch Gerüchte, dass Yolande, die zweite, junge Frau des verstorbenen Königs schwanger sei. Vielleicht hatte sie eine Fehlgeburt, eine Scheinschwangerschaft oder sie täuschte – laut einer zweifelhaften englischen Behauptung – eine Schwangerschaft auch nur vor, jedenfalls stand erst im November 1286 fest, dass sie kein Kind bekam. Der englisch-schottische Baron Robert de Brus beanspruchte als Enkel eines schottischen Prinzen ebenfalls den Thron, doch seine Revolte wurde von der Mehrheit des schottischen Adels nicht unterstützt und scheiterte. Damit behielten die Guardians die Regierung.

## Geplante Heirat mit dem englischen Thronfolger

### Erste Verhandlungen zwischen Schottland und Norwegen
Die Guardians verfolgten den Wunsch von Alexander III., Margarete mit einem Sohn des englischen Königs Eduard I. zu verheiraten. Dadurch sollten nicht nur die guten Beziehungen zwischen England und Schottland gefestigt werden, sondern vor allem hatte der König einen Machtkampf unter den schottischen Magnaten verhindern wollen. Zunächst mussten die Guardians aber Verhandlungen mit Erik II. führen, damit dieser seine Tochter nach Schottland ziehen ließ. Der norwegische König wollte seine Tochter nicht in eine ungewisse Zukunft in einem fremden Land ziehen lassen, in dem zudem noch ein Bürgerkrieg drohte. Im Winter von 1286 bis 1287 war der Norweger Bjarne Erlingsson als Gesandter in Schottland. Der genaue Zweck seiner Mission ist nicht bekannt, doch wahrscheinlich wurde über eine Heirat von Margarete diskutiert. Dabei hat Erlingsson bereits vermutlich auf die angeschlagene Gesundheit der Thronerbin hingewiesen.

### Der Vertrag von Salisbury
Am 6. November 1289 wurde von englischen, schottischen und norwegischen Unterhändlern der Vertrag von Salisbury geschlossen, in dem eine Heirat von Margarete mit dem englischen Thronfolger Eduard, dem einzigen überlebenden Sohn des englischen Königs vereinbart wurde. Wohl auf englischen Druck sicherten die schottischen Unterhändler den Norwegern zu, dass sie Margarete als ihre wahre Herrin, Königin und Erbin anerkennen würden. Die junge Königin sollte vor dem 1. November 1290 entweder nach England oder Schottland gebracht werden, doch sie sollte nicht ohne Zustimmung des englischen oder norwegischen Königs verheiratet werden. Der englische König sicherte in dem Vertrag dem norwegischen König finanzielle Unterstützung zu. Bereits mehrere Monate zuvor, am 10. Mai 1289 hatte Eduard I. eine von seinem Vertrauten Otton de Grandson geführte Gesandtschaft zur römischen Kurie gesandt, um einen päpstlichen Dispens für die Ehe zu beantragen. Dieser Dispens wurde im November 1289 von Papst Nikolaus IV. erteilt.

### Der Vertrag von Birgham
Der Vertrag von Salisbury war aber nur ein Vorvertrag auf dem Weg zu dem geplanten Heiratsbündnis. Die eigentlichen  Verhandlungen zwischen England und Schottland begannen im März 1290. Die Guardians fürchteten, dass Schottland durch die Heirat seine Eigenständigkeit verlieren könnte. Der englische König sicherte den Schotten daraufhin die Unabhängigkeit ihres Reiches und die Bewahrung ihrer Privilegien und Rechte zu. Die Schotten führten die Verhandlungen aber weiter zurückhaltend, da der englische König die Kontrolle über eine Reihe wichtiger Burgen in Schottland verlangte. Erst nachdem der König auf diese Forderung verzichtet hatte, wurde am 18. Juli 1290 im Vertrag von Birgham die Heirat von Margarete mit Prinz Eduard vereinbart. Der englische König ließ den Vertrag auf seine Kosten durch den Papst bestätigen. Als im August 1290 die Überfahrt von Margarete nach Schottland vorbereitet wurde, bekräftigte der englische König am 28. August in Northampton den Vertrag von Birgham.
Möglicherweise versuchte zu dieser Zeit Eduard I. bereits, entgegen seiner Zusicherungen die Oberhoheit über Schottland zu beanspruchen. Er hatte bereits im Vertrag von Salisbury erreicht, dass Margarete als Königin betitelt wurde. Nach schottischem Verständnis hatte Margarete nur als Lady of Scotland gegolten. Erst nach einer traditionellen Einsetzung in Scone wäre sie Königin geworden. Bischof Antony Bek von Durham, der für den englischen König die Verhandlungen in Schottland führte, hatte bereits versucht, in Margaretes Namen zu verhandeln, obwohl sie weder verheiratet noch als Königin eingesetzt und überhaupt noch nicht in Schottland angekommen war. Dazu war er bemüht, dass Margarete in englische und nicht in schottische Obhut kam, weil die beiden Brautleute für eine nach kanonischen Recht gültige Heirat noch zu jung waren. Der englische König hatte im Mai 1290 ein Schiff nach Norwegen geschickt, um Margarete nach England zu holen. Da sich der norwegische König aber in einem Krieg mit Dänemark befand, war er nicht in Bergen, so dass das Schiff im Juni ohne Margarete nach England zurückkehrte.

### Überfahrt nach Schottland und Tod
Ende August oder Anfang September 1290 muss Margarete von Bergen aus nach Schottland aufgebrochen sein. Zu ihren Begleitern gehörten zwei norwegische Bischöfe, darunter Narve von Bergen sowie der Adlige und frühere Kanzler Tore Haakonsson, der 1289 mit den Vertrag von Salisbury ausgehandelt hatte. Tore Haakonssons Schwester Ingeborg, die Ehefrau von Graf Alv Erlingsson, reiste als Hofdame Margaretes mit. Ziel der Überfahrt waren zunächst die unter norwegischer Herrschaft stehenden Orkney-Inseln. Dort sollten nach dem Willen des norwegischen Königs die abschließenden Heiratsverhandlungen mit England und Schottland geführt werden. Margarete starb jedoch wahrscheinlich Ende September im Bischofspalast von Kirkwall auf den Orkney-Inseln. Das genaue Datum und die Umstände des Tods von Margarete sind unbekannt. Der einzige Bericht über ihren Tod stammt von Bischof Audfinn Sigurdsson von Bergen, den dieser mehr als 20 Jahre nach Margaretes Tod anlässlich eines Prozesses abgegeben hatte. Danach starb Margarete in den Armen von Bischof Narve. Ihr Leichnam wurde zurück nach Norwegen überführt und neben ihrer Mutter im Chorraum der Kristkirken im Holmen in Bergen beigesetzt.

## Folgen in Schottland
In Schottland hatten sich die Magnaten in Scone versammelt, um die Ankunft von Margarete zu erwarten. Unmittelbar nach ihrer Ankunft sollte Margarete wohl in einer feierlichen Zeremonie als Königin inthronisiert werden. Erst danach hätte sie ein neues Großsiegel erhalten, dass das bisherige Siegel der Guardians ersetzen würde. Anfang Oktober erfuhren schottische Gesandte in Skelbo von Margaretes Tod, und vor dem 7. Oktober hatte die Nachricht Scone erreicht. Durch Margaretes Tod war die schottische Thronfolge völlig ungeklärt, da es nun zahlreiche Anwärter auf den Thron gab. Um einen Bürgerkrieg zu vermeiden, wandten sich die Guardians an den englischen König mit der Bitte, über die Ansprüche der Thronanwärter zu entscheiden. Einen Monat nach dem Tod von Margarete ließ Eduard I. auf einer gemeinsamen englisch-schottischen Parlamentsversammlung in Norham verkünden, dass er nun die Oberhoheit über Schottland beanspruchte. Margaretes Vaters Erik II. erhob 1292 selbst einen Anspruch auf den schottischen Thron, da seine Tochter Königin gewesen sei. Dieser Anspruch blieb aber erfolglos, doch er erreichte, dass die Zahlung der verbliebenen Raten der Mitgift seiner verstorbenen Frau wieder aufgenommen wurde.

## Nachwirkung
Im Jahr 1300 behauptete eine von Lübeck nach Norwegen gereiste Frau, die sogenannte „falsche Margarete“, die Tochter Eriks II. zu sein; sie sei nicht während der Überfahrt verstorben, sondern ins Heilige Römische Reich verkauft worden. Håkon V., der 1299 seinem Bruder Erik II. als norwegischer König gefolgt war, ließ diese Frau 1301 als Betrügerin verurteilen und nahe Bergen bei lebendigem Leib verbrennen.